# Selaginella nummularia
Selaginella nummularia är en mosslummerväxtart som beskrevs av Otto Warburg. Selaginella nummularia ingår i släktet mosslumrar, och familjen mosslummerväxter. Inga underarter finns listade i Catalogue of Life.